# Swingdans

Jitterbugdansare, november 1939

Swingdanser är en grupp danser som har sina rötter i Charleston, Break Away  och afrikansk dans. Lindy hop är ett slags swingdans. Ibland menas med ordet de danser som dansas till swingmusik, och ibland även lindy-avknoppningar som dansas till annan musik såsom east coast swing och west coast swing.

## Olika swingdanser
- Lindy hop (jitterbug)
- West Coast Swing
- East Coast Swing
- Balboa
- Charleston
- Bugg
- Dubbelbugg
- Boogie woogie
- Rock'n'roll
- Steppdans